# Municipio de Chicomuselo
El Municipio de Chicomuselo es uno de los 124 municipios que conforman el estado de Chiapas, su cabecera es el pueblo de Chicomuselo.

## Toponimia
La palabra Chicomuselo significa en la lengua náhuatl, "lugar de los siete jaguares", (Chicome Ocelotl, "siete tigres").

## Geografía
El municipio se asienta en parte de las estribaciones Sierra Madre de Chiapas, por lo que parte de su superficie presenta un relieve accidentado. En los valles el relieve es plano y semiplano. Los ríos Grijalva y su afluente Yayahuita son los principales cursos hídricos.
Según la clasificación climática de Köppen el clima de Chicomuselo corresponde a la categoría Aw, (tropical seco o tropical de sabana).

### Límites
Las coordenadas extremas del municipio son: al norte 15°57′ de latitud norte; al sur 15°38′ de latitud; al este 92°11′ de longitud oeste; al oeste 92°37′ de longitud. El municipio de Chicomuselo colinda con los siguientes municipios:
- Al norte: La Concordia y Socoltenango.
- Al este: Frontera Comalapa.
- Al sur: Bella Vista, Siltepec y Honduras de la Sierra.
- Al oeste: Ángel Albino Corzo.

## Demografía
De acuerdo a los resultados del Censo de Población y Vivienda de 2020 realizado por el Instituto Nacional de Estadística y Geografía, la población total de Chicomuselo es de 36 785 habitantes, de los cuales 18 139 son hombres y 18 646 son mujeres.
| Gráfica de evolución demográfica de Municipio de Chicomuselo entre 2000 y 2020 |
|                                                                                |
| Fuente: Instituto Nacional de Estadística Geografía e Informática              |

### Localidades
En el censo de 2020 el municipio de Chicomuselo contaba con 217 localidades.
| Código INEGI      | Localidad         | Población (2020) |
| ----------------- | ----------------- | ---------------- |
| 070300001         | Chicomuselo       | 7 083            |
| 070300042         | Pablo L. Sidar    | 3 346            |
| 070300094         | Unión Buenavista  | 1 630            |
| 070300027         | Lázaro Cárdenas   | 1 482            |
| 070300037         | Nueva América     | 1 124            |
| 070300054         | Piedra Labrada    | 1 007            |
| Otras localidades | Otras localidades | 21 113           |
| Total municipal   | Total municipal   | 36 785           |

## Economía
Según el número de unidades activas relevadas en 2019, los sectores más dinámicos son el comercio minorista, la prestación de servicios generales no gubernamentales y en menor medida la prestación de servicios de alojamiento temporal y preparación de alimentos y bebidas.